# ホシザキ (小惑星)
(719612) ホシザキ（英語: Hoshizaki）は、小惑星帯を公転する小惑星の一つである。ハワイ島にあるすばる望遠鏡において2019年に得られた観測データ内から、小惑星解析アプリケーション『COIAS』による解析を通じて新天体として検出され、2024年11月25日に命名が発表された。

## 特徴
太陽からの軌道長半径が約 2.685 au（約4億167万 km）離れた、軌道離心率が約 0.09 の楕円軌道を約4.4年（約1,607日）の公転周期で公転している、小惑星帯内に位置する小惑星の一つである。軌道は黄道面から約5.76度傾いており、小惑星帯の中でも中間付近を公転している。絶対等級は約18.5等級とされる。この絶対等級を基にアルベドを 0.15 と仮定すると、直径は約 700 m と推定される。2024年11月時点で COIAS による解析で新たに発見された小惑星の中では最も絶対等級が暗い。

## 観測と名称
ホシザキは2019年10月27日にハワイ島のマウナケア山山頂にあるすばる望遠鏡の超広視野主焦点カメラ (HSC) によって観測された。その後の精査により、2004年3月15日にキットピーク国立天文台で行われているスペースウォッチ計画によって観測されていたのが最も古い観測記録であると判明し、正式な発見日として認められている2019年10月27日までにはこの初観測の分も含めて31回の観測記録がある。
すばる望遠鏡によって得られた観測データは、未発見の小惑星や太陽系外縁天体などの天体の探索を研究者や一般ユーザーからでも行えるようにするために開発され、2023年7月末から運用されているアプリケーション『COIAS』による解析が行われている。そんな COIAS での測定結果から新たな天体として報告された小惑星の一つが国際天文学連合 (IAU) が管理している小惑星センター (MPC) が同年10月19日に公開した Minor Planet Supplement (MPS) にて仮符号 2019 UW157 が付与された。発見日として認められている2019年10月27日に得られたすばる望遠鏡の観測データの解析による観測記録は同年12月18日に公開された Minor Planet Supplement にて関連付けられている。その後、軌道が精査されたことで2024年7月14日に小惑星センターより公開された小惑星回報「M.P.C. 175547」にて、小惑星番号719,612番が与えられた。
2024年11月25日に国際天文学連合の小天体の命名に関するワーキンググループ (WGSBN) より発行された「WGSBN Bulletin」にて、2019 UW157 の固有名として Hoshizaki が正式に承認された。この名称は、芳文社発行の雑誌『まんがタイムきららキャラット』に連載され、先述の解析アプリケーション『COIAS』の名前の由来にもなった4コマ漫画『恋する小惑星』（こいするアステロイド、Asteroid in Love）に登場する架空の高校である星咲高校に由来している。同時に命名が公表された (718492) Quro と並んで、COIAS による解析で新天体であると確定されて小惑星番号と固有名が付与されたのは (697402) アオ（同年9月2日命名）に次いで2例目であり、本作による地球惑星科学や市民科学への貢献に感謝する目的でこの名称が提案されたと説明されている。